# Meuterei in Papua-Neuguinea 2012

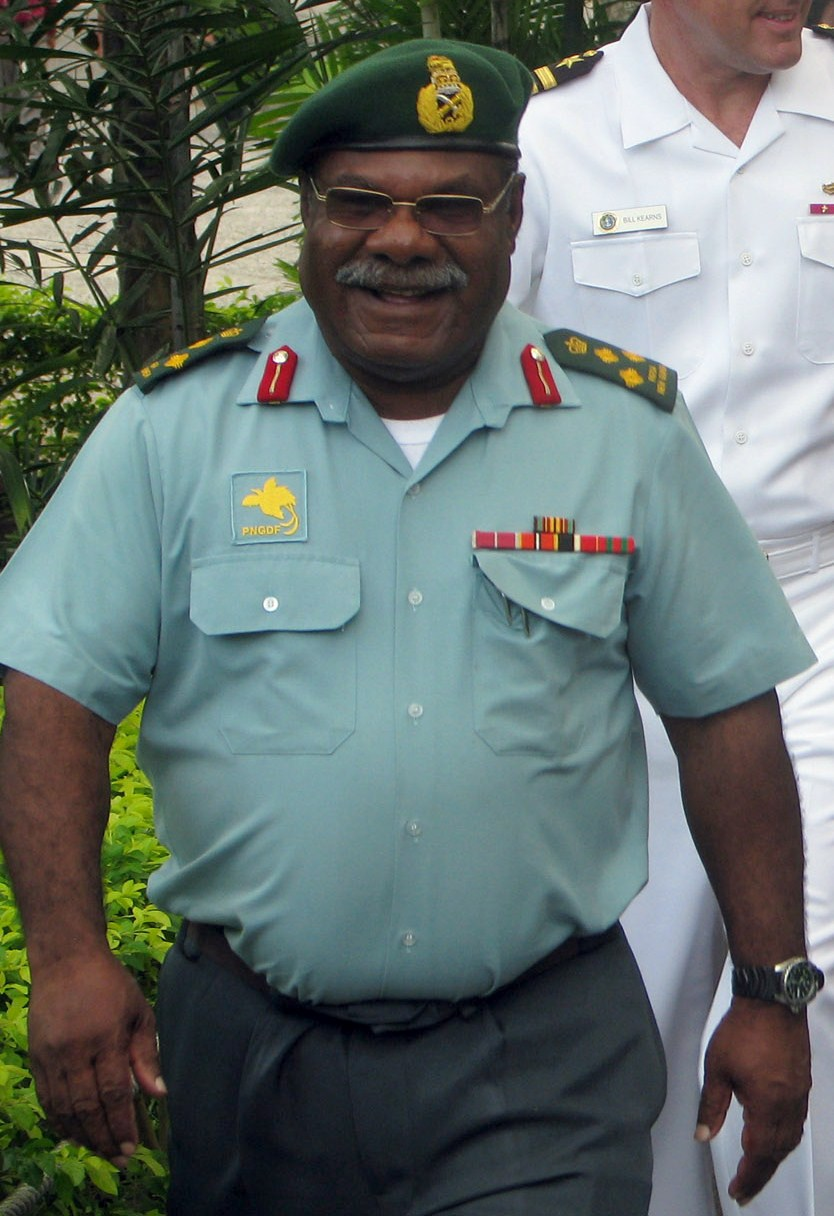
Brigadier General Francis Agwi im Juni 2011

Die Meuterei in Papua-Neuguinea 2012 war ein Versuch, den ehemaligen Premierminister von Papua-Neuguinea, Michael Somare, wieder ins Amt einzusetzen.
Die Meuterei begann am 26. Januar 2012, als eine Gruppe von Soldaten unter der Leitung von Oberst a. D. Yaura Sasa den Kommandeur der Papua New Guinea Defence Force (PNGDF), Brigadegeneral Francis Agwi, unter Hausarrest stellte. Sasa behauptete, dass er vom ehemaligen Premierminister von Papua-Neuguinea, Michael Somare zum Kommandeur der PNGDF ernannt worden wäre, und verlangte von Generalgouverneur Michael Ogio Somare wieder als Regierungschef einzusetzen. Die Meuterei unter dem Kodenamen „Operasin Strongim Konstituson, Operation Schutz der Verfassung“ stand im Zusammenhang mit den Auseinandersetzungen um das Amt des Premierministers zwischen Somare und Peter O’Neill.

## Hintergrund

### Politische Situation
Im August 2011 wurde Peter O’Neill Premierminister von Papua-Neuguinea. Somare, der jahrzehntelang das Land regiert hatte, war im August 2011 gestürzt und von O’Neill ersetzt worden, als sein Posten als vakant erklärt wurde, während er sich zur medizinischen Behandlung in Singapur befand.
Im Dezember 2011 stellte der Supreme Court von Papua-Neuguinea fest, dass Somares Entfernung aus dem Amt rechtswidrig war, und forderte seine Wiedereinsetzung.
Dies führte zu einer politischen Pattsituation, in der Somare den Kommandanten der PNGDF, Brigadegeneral Francis Agwi aufforderte, zu seinen Gunsten zu intervenieren. Agwi weigerte sich jedoch und blieb auf der Seite von O’Neill.
O’Neill wurde von den meisten Mitgliedern des 
Parlaments unterstützt und blieb im Amt.
Wie die Zeitung The Australian berichtete, teilte Bertha Somare, die Tochter des ehemaligen Premierministers, vor Journalisten mit, dass die Entscheidung, Francis Agwi durch Yaura Sasa zu ersetzen, von ihrem Vater und dessen  Schattenkabinett getroffen wurde. Sasa diente vor seinem Ausscheiden aus dem Militär als Verteidigungsattache in der Botschaft von Papua-Neuguinea in Indonesien.

### Frühere Meutereien
Die Meuterei am 26. Januar 2012 war die zweite Meuterei von Militärangehörigen in Papua-Neuguinea. Die erste Rebellion ereignete sich am 28. Juli 1997, als eine Spezialeinheit der PNGDF die Murray-Kaserne besetzte. Ministerpräsident Bill Skate machte damals den an der Meuterei beteiligten Soldaten Zugeständnisse, nachdem die Aufständischen den zuvor als Geisel genommenen Kommandeur der Streitkräfte, Brigadegeneral Leo Nuia, auf freien Fuß gesetzt hatten.

## Verlauf
Am 26. Januar um 03.00 Uhr besetzten 20 bis 30 Soldaten unter dem Kommando von Yaura Sasa das Hauptquartier der Streitkräfte in der Taurama-Kaserne außerhalb der Hauptstadt Port Moresby. Mehrere Schüsse fielen. Die Meuterer brachten Agwi in die Murray-Kaserne nahe dem Zentrum der Hauptstadt, wo er unter Hausarrest gestellt wurde. Auf einer Pressekonferenz am 26. Januar 2012 wollte Yaura Sasa sein Vorgehen nicht als Staatsstreich verstanden wissen. Er forderte von Generalgouverneur Michael Ogio die Wiedereinsetzung des ehemaligen Ministerpräsidenten Michael Somare. Dem Parlament stellte er ein siebentägiges Ultimatum. Es sollte die Beschlüsse vom Vorjahr rückgängig machen und die politische Ordnung wiederherstellen. Andernfalls wollte Sasa die notwendigen Schritte unternehmen, um den „Respekt vor der Verfassung“ wiederherzustellen. O’Neill entband Verteidigungsminister Guma Wau von seinen Pflichten, und ernannte den stellvertretenden Premierminister Belden Namah zum amtierenden Verteidigungsminister.
Am Abend des 26. Januar 2012 erklärte Belden Namah, dass die meisten der 30 an der Meuterei beteiligten Soldaten verhaftet worden seien. Die Meuterei wäre gescheitert. Als Reaktion auf Berichte, Somare habe die Meuterei veranlasst, erklärte Namah, Somare habe den „Verstand verloren“. Der von den Rebellen festgesetzte Kommandeur Agwi wurde freigelassen. Am 27. Januar 2012 hielten sich noch immer bewaffnete Rebellen in der Taurama-Kaserne auf. Yaura Sasa weigerte sich gemeinsam mit rund 20 Unterstützern, die Kaserne zu verlassen und forderte eine vollständige Begnadigung für sich und seine Anhänger. In der Nacht vom 28. Januar zum 29. Januar wurde Sasa in einem Haus in Boroko, einem Vorort von Port Moresby, festgenommen. Die in der Kaserne verbliebenen Soldaten übergaben am 30. Januar 2012 ihre Waffen und Fahrzeuge an Belden Namah, der das gewaltlose Ende der Meuterei ausgehandelt hatte. Im Gegenzug erhielten sie die Zusage einer Generalamnestie.